# Tipperary (Stadt)
Tipperary (irisch Tiobraid Árann; ‚Quelle des Ara‘) ist eine Stadt mit 5387 Einwohnern (Agglomeration, Stand 2022) im Süden der Republik Irland, im Westen der gleichnamigen Grafschaft.
Tipperary wurde durch das Lied It’s a Long Way to Tipperary weltweit bekannt.

## Geschichte
Die Gründung der Stadt geht zurück auf das 12. Jahrhundert; das Augustinerkloster der Stadt wurde im 13. Jahrhundert gegründet. Tipperary hat eine lange Tradition als Marktstadt und besitzt noch heute eine ausgedehnte Einkaufsstraße mit vielen Geschäften.

## Verkehr
Die Stadt liegt an der N24 von Waterford nach Limerick; die N74 verbindet sie mit Cashel, eine Regionalstraße mit Charleville auf der N20.
Vom 1848 eröffneten Bahnhof verkehren Züge nach Waterford und Limerick.

## Tipperary-Friedenspreis
Die Berühmtheit von It’s A Long Way to Tipperary hat auch auf die Stadt abgefärbt. Um aber nicht länger in erster Linie mit Krieg assoziiert zu werden, hat die Stadt 1983 einen Friedenskongress etabliert. Er vergibt seit 1984 jährlich den Tipperary-Friedenspreis und kürt das Tipperary-Friedenslied.
Zu den Preisträgern gehören unter anderem der Popmusiker Bob Geldof, die frühere irische Präsidentin Mary McAleese, der frühere US-Präsident Bill Clinton, der frühere südafrikanische Präsident Nelson Mandela oder die Cluster Munition Coalition, ein weltweites Bündnis gegen Streumunition.

## Städtepartnerschaften
Mautern in Steiermark und Parthenay in der französischen Region Nouvelle-Aquitaine sind Partnerstädte von Tipperary. Mit Weinstadt in Baden-Württemberg bestehen freundschaftliche Verbindungen.

## Söhne und Töchter der Stadt
- John T. Dunn (1838–1907), US-amerikanischer Politiker
- Lumsden Hare (1875–1964), Schauspieler
- Raymond James Boland (1932–2014), römisch-katholischer Bischof
- Frank Delaney (1942–2017), Journalist, TV-Produzent, Autor
- Frank Corcoran (* 1944), Komponist
- John Alphonsus Ryan (* 1952), katholischer Ordensgeistlicher, Bischof von Mzuzu in Malawi
- Alan Quinlan (* 1974), Rugbyspieler